# Liste der denkmalgeschützten Objekte in Mondsee
Die Liste der denkmalgeschützten Objekte in Mondsee enthält die 28 denkmalgeschützten, unbeweglichen Objekte der oberösterreichischen Marktgemeinde Mondsee.

## Denkmäler
| Foto  |                 | Denkmal                                                                                          | Standort                                               | Beschreibung | Metadaten |
| ----- | --------------- | ------------------------------------------------------------------------------------------------ | ------------------------------------------------------ | --- | --- |
| ja    | Datei hochladen | Seekapelle HERIS-ID: 38313 Objekt-ID: 37846                                                      | Atterseestraße Standort KG: Mondsee                    | Die heutige Kapelle wurde zur 1000-Jahr-Feier des Klosters Mondsee 1748 neu errichtet. Im Inneren zeigen Wandgemälde die Schicksale der Heiligen Nepomuk, Konrad und Wolfgang. | BDA-Hist.: Q37980533 Status: Bescheid Stand der BDA-Liste: 2025-06-30 Name: Seekapelle GstNr.: 4/7                                                                                           |
| ja    | Datei hochladen | Judas Thaddäus-Kapelle HERIS-ID: 96410 Objekt-ID: 111903                                         | Am Ostufer 344, in der Nähe Standort KG: Mondsee       | Die Kapelle mit einer Judas-Thaddäus-Statue im Zentrum wurde vom Baumeister Walter Schragner geplant und soll an Graf Otto Almeida und anderen erinnern. | BDA-Hist.: Q37767909 Status: § 2a Stand der BDA-Liste: 2025-06-30 Name: Judas Thaddäus-Kapelle GstNr.: 3/9 Judas-Thaddäus-Kapelle (Mondsee)                                                  |
| ja    | Datei hochladen | Villa Uhl, Strindberg-Villa HERIS-ID: 21695 Objekt-ID: 18017                                     | August Strindberg-Straße 9 Standort KG: Mondsee        | Eine zweigeschoßige Sommervilla, bei der Veranda und Balkon auf das Panorama des Mondsees ausgerichtet sind, entstand nach den Plänen von Karl Stattler, einem Schüler der Wiener Hofopernarchitekten Eduard van der Nüll und August Sicard von Sicardsburg. | BDA-Hist.: Q37864315 Status: Bescheid Stand der BDA-Liste: 2025-06-30 Name: Villa Uhl, Strindberg-Villa GstNr.: .27/2                                                                        |
| ja    | Datei hochladen | Ehem. Bürgerspital HERIS-ID: 96323 Objekt-ID: 111807                                             | Dr. Franz Müller-Straße 3 Standort KG: Mondsee         | Die Gründung des ehemaligen Bürgerspitals geht zurück auf den Mondseer Bürger Caspar Freinberger, der 1464 in seinem Testament einen Teil seines Besitzes zur Errichtung eines Spitals für verarmte Bürger widmete. Heute befindet sich die Information des Tourismusverbandes MondSeeLand in diesem Gebäude. | BDA-Hist.: Q37767753 Status: § 2a Stand der BDA-Liste: 2025-06-30 Name: Ehem. Bürgerspital GstNr.: .31                                                                                       |
| ja    | Datei hochladen | Bürgerhaus, ehem. Spitalskirche Zum Hl. Geist HERIS-ID: 38300 Objekt-ID: 37831                   | Dr. Franz Müller-Straße 5 Standort KG: Mondsee         | Die ehemalige Kirche wurde bereits 1496 vom Burghauser Baumeister Hanns Lenngdorffer erbaut. Sie wurde 1785 im Zuge der Reformen von Kaiser Joseph II. aufgehoben. 1788 erwarb sie der Hofamtsschaffner Josef Katzler um 160 Gulden. Später wurde die Kirche in ein Wohnhaus umgestaltet. | BDA-Hist.: Q37980448 Status: Bescheid Stand der BDA-Liste: 2025-06-30 Name: Bürgerhaus, ehem. Spitalskirche Zum Hl. Geist GstNr.: .30, .29/1                                                 |
| ja    | Datei hochladen | Ehem. Bräuhaus HERIS-ID: 38301 Objekt-ID: 37832                                                  | Herzog Odilo-Straße 3 Standort KG: Mondsee             | | BDA-Hist.: Q37980455 Status: Bescheid Stand der BDA-Liste: 2025-06-30 Name: Ehem. Bräuhaus GstNr.: .76/1 Herzog Odilo-Straße 3, Mondsee                                                      |
| ja    | Datei hochladen | Ehem. Gasthaus Zum Schwarzen Adler HERIS-ID: 38302 Objekt-ID: 37833                              | Herzog Odilo-Straße 7 Standort KG: Mondsee             | Das Haus besitzt eine bemerkenswerte barocke Fassade mit einem Fresko des hl. Wolfgangs aus der Mitte des 18. Jahrhunderts und einem schmiedeeisernen Wirtsschild. | BDA-Hist.: Q37980461 Status: Bescheid Stand der BDA-Liste: 2025-06-30 Name: Ehem. Gasthaus Zum Schwarzen Adler GstNr.: .77                                                                   |
| ja    | Datei hochladen | Ehem. Braugasthof HERIS-ID: 38303 Objekt-ID: 37834                                               | Herzog Odilo-Straße 26 Standort KG: Mondsee            | | BDA-Hist.: Q37980471 Status: Bescheid Stand der BDA-Liste: 2025-06-30 Name: Ehem. Braugasthof GstNr.: .90/1, .91                                                                             |
| ja    | Datei hochladen | Hochkreuz-Kapelle HERIS-ID: 96283 Objekt-ID: 111761                                              | bei Herzog Odilo-Straße 59 Standort KG: Mondsee        | Die Kapelle entstand als Wegkapelle entlang einer viel begangenen Wallfahrerstraße am Eingang in den Markt Mondsee. Sie ist mit einem gotischen Kruzifix und Fresken von Wolf Huber ausgestattet, welche die Leidensgeschichte Christi darstellen. Ein verschlungenes Monogramm und die Jahreszahl 1516 weisen auf den Erbauer Abt Wolfgang Haberl hin. | BDA-Hist.: Q37767705 Status: § 2a Stand der BDA-Liste: 2025-06-30 Name: Hochkreuz-Kapelle GstNr.: .222/1                                                                                     |
| ja    | Datei hochladen | Wallfahrtskirche Mariahilf und ehem. Friedhofsfläche HERIS-ID: 99098 Objekt-ID: 115140           | bei Hilfberg 12 Standort KG: Mondsee                   | Die Wallfahrtskirche wurde 1449 gegründet und war ursprünglich dem heiligen Ulrich geweiht. 1706 wurde die Kirche von Abt Cölestin Colb umgebaut, vergrößert und in eine Marienkirche umgewandelt. Sie besteht heute aus einem dreischiffigen, dreijochigen Langhaus und eingezogenem einjochigem Chor mit 3/8-Schluss. Das Innere ist barockisiert. Der Hochaltar und die Seitenaltäre stammen von 1706 aus der Werkstatt von Meinrad Guggenbichler. | BDA-Hist.: Q37773508 Status: § 2a Stand der BDA-Liste: 2025-06-30 Name: Wallfahrtskirche Mariahilf und ehem. Friedhofsfläche GstNr.: .1 Hilfbergkirche Mondsee                               |
| ja    | Datei hochladen | Freilichtmuseum Mondseer Rauchhaus, Bischofergut HERIS-ID: 37990 Objekt-ID: 37472                | Hilfbergstraße 7 Standort KG: Mondsee                  | Das Freilichtmuseum Mondseer Rauchhaus zeigt die Gehöftform des Rauchhauses. Der in Holzblockbauweise errichtete Bauernhof vereint Wohnhaus, Stall und Stadel. Besonders ist der fehlende Rauchfang. Der Rauch zieht frei durch das Dach ab und trocknet das im Obergeschoß gelagerte Getreide. | BDA-Hist.: Q811288 Status: Bescheid Stand der BDA-Liste: 2025-06-30 Name: Freilichtmuseum Mondseer Rauchhaus, Bischofergut GstNr.: 16/6 Bauernmuseum Mondsee                                 |
| ja    | Datei hochladen | Hütte mit Getreidekasten HERIS-ID: 38304 Objekt-ID: 37835                                        | bei Hilfbergstraße 7 Standort KG: Mondsee              | | BDA-Hist.: Q37980480 Status: Bescheid Stand der BDA-Liste: 2025-06-30 Name: Hütte mit Getreidekasten GstNr.: 16/6 Hütte mit Getreidekasten, Mondsee                                          |
| ja    | Datei hochladen | Anlage Schloss Mondsee HERIS-ID: 107848 Objekt-ID: 125213                                        | Kirchengasse 1 Standort KG: Mondsee                    | Das Schloss war ursprünglich ein Kloster, das im Jahr 748 gegründet wurde, im Jahr 1791 wurde es aufgelöst und 1809 übergab Kaiser Napoléon das Klostergebäude samt Gütern dem bayrischen Feldmarschall Carl Philipp von Wrede, der es zu einem Schloss um- bzw. ausbaute. Die Klosterkirche wurde ab 1470 im gotischen Stil errichtet und 1487 geweiht. In der Mitte des 18. Jahrhunderts erfolgte eine Umgestaltung der Fassade, der Türme und des Hauptportals. Nach einem verheerenden Ortsbrand im Jahr 1774, dem unter anderem das Kirchendach zu Opfer fiel, dürften weitere Veränderungen vorgenommen worden sein. Nach Auflösung des Klosters bekam die Kirche den Status einer Pfarrkirche; 2005 wurde sie zur Basilica minor erhoben. Die Anlage besteht aus der ehemaligen Stiftskirche hl. Michael, dem Schloss Mondsee (ehemaliges Benediktinerkloster), den ehemaligen Wirtschaftsgebäuden, den Umfassungsmauern und ehemaligen Personalwohnungen, aus römischen Mauern und mittelalterlichen Gräbern, dem ehemaligen Pfarrhof (heute Gemeindeamt), dem ehemaligen Stiftsgymnasium, dem Pfarrhof (ehemaliger Klostertrakt), dem Ignatia-Wrede- und dem Franztaler-Denkmal. Anmerkung: Unter GstNr. .21 steht damit auch die Basilika und Pfarrkirche St. Michael unter Denkmalschutz. | BDA-Hist.: Q64692107 Status: § 2a Stand der BDA-Liste: 2025-06-30 Name: Anlage Schloss Mondsee GstNr.: .21, 297/9, .22, 18/2 Kloster Mondsee - Pfarrkirche St.Michael                        |
| ja    | Datei hochladen | Bürgerhaus HERIS-ID: 38305 Objekt-ID: 37836                                                      | Marktplatz 4 Standort KG: Mondsee                      | | BDA-Hist.: Q37980492 Status: Bescheid Stand der BDA-Liste: 2025-06-30 Name: Bürgerhaus GstNr.: .35                                                                                           |
| ja    | Datei hochladen | Gasthaus Zum Weißen Rössl HERIS-ID: 38306 Objekt-ID: 37837                                       | Marktplatz 5 Standort KG: Mondsee                      | | BDA-Hist.: Q37980503 Status: Bescheid Stand der BDA-Liste: 2025-06-30 Name: Gasthaus Zum Weißen Rössl GstNr.: .67                                                                            |
| ja    | Datei hochladen | Gasthaus, sog. Leitner-Bräuhaus HERIS-ID: 38307 Objekt-ID: 37838                                 | Marktplatz 9 Standort KG: Mondsee                      | | BDA-Hist.: Q37980512 Status: Bescheid Stand der BDA-Liste: 2025-06-30 Name: Gasthaus, sog. Leitner-Bräuhaus GstNr.: .69/1 Marktplatz 9, Mondsee                                              |
| ja    | Datei hochladen | Schloss Mondsee, ehem. Benediktinerkloster HERIS-ID: 38312 Objekt-ID: 37845                      | Marktplatz 12 Standort KG: Mondsee                     | Das Kloster wurde 748 vom Bayernherzog Odilo gegründet und im Zuge der Josephinischen Kirchenreform im Jahr 1791 aufgelöst. Im Jahr 1809 übergab Kaiser Napoleon das Klostergebäude samt Gütern dem bayrischen Feldmarschall Carl Philipp von Wrede, der es zu einem Schloss um- bzw. ausbaute. Seine Nachkommen verkauften das Schloss im Jahr 1985 oder 1986 an den Unternehmer Asamer. Im Gebäudekomplex sind ein exklusives Schlosshotel, das Heimatmuseum, die Musikschule und das Pfarrzentrum untergebracht. Zahlreiche Räume sind vermietet, unter anderem an die örtliche Sparkasse. Siehe auch: Basilika Mondsee | BDA-Hist.: Q378012 Status: Bescheid Stand der BDA-Liste: 2025-06-30 Name: Schloss Mondsee, ehem. Benediktinerkloster GstNr.: .20/1, 297/10 Kloster Mondsee                                   |
| ja    | Datei hochladen | Ehem. Pfarrhof, Gemeindeamt Mondsee HERIS-ID: 40489 Objekt-ID: 40430                             | Marktplatz 14 Standort KG: Mondsee                     | | BDA-Hist.: Q37994698 Status: Bescheid Stand der BDA-Liste: 2025-06-30 Name: Ehem. Pfarrhof, Gemeindeamt Mondsee GstNr.: .78                                                                  |
| ja BW | Datei hochladen | Pfahlbaustationen Scharfling, See und Mooswinkel HERIS-ID: 38310 Objekt-ID: 37841                | Mondsee Standort siehe Beschreibung KG: Mondsee        | Alle drei Pfahlbaustationen befinden sich in ufernahen Bereichen des Mondsees, die archäologischen Reste sind heute unter Wasser. Die Pfahlbaustation Scharfling befindet sich am Südufer des Sees (Lage), sie hat eine Ausdehnung von rund 65 × 25 m und wird auf den Zeitraum 4000 bis 2500 v. Chr. datiert, die Pfahlbaustation See befindet sich am Ostende des Sees (Lage), sie hat eine Ausdehnung von rund 1,2 ha und wird auf den Zeitraum 3500 bis 3000 v. Chr. datiert, die Pfahlbaustation Mooswinkel (Lage) befindet sich am östlichen Ufer teilweise bereits in Innerschwand am Mondsee (siehe dort). | BDA-Hist.: Q64692189 Status: Bescheid Stand der BDA-Liste: 2025-06-30 Name: Pfahlbaustationen Scharfling, See und Mooswinkel GstNr.: 295/1                                                   |
| ja    | Datei hochladen | Ehem. Salzburgisches Urbaramtshaus samt Bruchsteinmauer HERIS-ID: 73379 Objekt-ID: 86667         | Rainerstraße 10 Standort KG: Mondsee                   | | BDA-Hist.: Q38132580 Status: Bescheid Stand der BDA-Liste: 2025-06-30 Name: Ehem. Salzburgisches Urbaramtshaus samt Bruchsteinmauer GstNr.: 96/2                                             |
| ja    | Datei hochladen | Friedhof christlich HERIS-ID: 96355 Objekt-ID: 111840                                            | neben Rainerstraße 19 Standort KG: Mondsee             | | BDA-Hist.: Q37767799 Status: § 2a Stand der BDA-Liste: 2025-06-30 Name: Friedhof christlich GstNr.: 61                                                                                       |
| ja    | Datei hochladen | Musikpavillon HERIS-ID: 24760 Objekt-ID: 21166                                                   | gegenüber Robert Baum-Promenade 1 Standort KG: Mondsee | | BDA-Hist.: Q37887238 Status: Bescheid Stand der BDA-Liste: 2025-06-30 Name: Musikpavillon GstNr.: 47 Musikpavillon Mondsee                                                                   |
| ja    | Datei hochladen | Seerestaurant, ehem. Anlegestation HERIS-ID: 25418 Objekt-ID: 21845                              | Robert Baum-Promenade 1 Standort KG: Mondsee           | Das Gelände wurde 1877 von Robert Baum gekauft, der 1887 die „Erste Mondseer Dampfschiffahrtsunternehmung“ gründete. 1900 wurde der Musikpavillon neu errichtet und 1904 das Seerestaurant, das bis heute als Gastronomiebetrieb geführt wird. | BDA-Hist.: Q37893530 Status: Bescheid Stand der BDA-Liste: 2025-06-30 Name: Seerestaurant, ehem. Anlegestation GstNr.: 51/4 Seerestaurant Mondsee                                            |
| ja    | Datei hochladen | Frühmittelalterliche und Römische Befunde Kloster Mondsee HERIS-ID: 38309 Objekt-ID: 37840       | Schloß Mondsee Standort KG: Mondsee                    | In der Vorhalle der ehemaligen Klosterkirche sind vier römische Grabsteine eingemauert. Der Grabstein von Serenus, Sohn des Claudius Aro, und seiner Frau Praesentina aus Untersberger Marmor stammt aus der Zeit 131–170 n. Chr. und zeigt eine Reliefdarstellung des Paares, der Mann mit einer Rolle in der Hand, die Frau in einheimischer Tracht. Der Grabstein für Lucius Cotinius Martialis, Gemeinderat und Bürgermeister von Iuvavum und seine Frau Peccia Latina ist aus Schaidberger Marmor aus der Zeit 51–150 n. Chr. Der Grabstein für Novellius, Sohn des Opatus und seine Frau Iulia Secundina aus Untersberger Marmor stammt aus der Zeit 1–150 n. Chr. Die vierte Grabplatte ist nur fragmentarisch erhalten. | BDA-Hist.: Q64692104 Status: Bescheid Stand der BDA-Liste: 2025-06-30 Name: Frühmittelalterliche und Römische Befunde Kloster Mondsee GstNr.: 18/1, 18/2 Kloster Mondsee - Roman gravestones |
| ja    | Datei hochladen | Schloss Mondsee, Umfassungsmauern und ehem. Personalwohnungen HERIS-ID: 107420 Objekt-ID: 124742 | Schloßhof 2, 3, 3a-g Standort KG: Mondsee              | → Hauptartikel : Kloster Mondsee f1 | BDA-Hist.: Q64692105 Status: Bescheid Stand der BDA-Liste: 2025-06-30 Name: Schloss Mondsee, Umfassungsmauern und ehem. Personalwohnungen GstNr.: 323/1, 323/2, 323/4, 323/5                 |
| ja    | Datei hochladen | Schloss Mondsee, ehem. Wirtschaftsgebäude HERIS-ID: 107421 Objekt-ID: 124743                     | Schloßhof 4 Standort KG: Mondsee                       | → Hauptartikel : Kloster Mondsee f1 | BDA-Hist.: Q64692106 Status: Bescheid Stand der BDA-Liste: 2025-06-30 Name: Schloss Mondsee, ehem. Wirtschaftsgebäude GstNr.: .20/2, 119/1, 119/2, 119/3, 119/4, .20/3, 323/3                |
| ja    | Datei hochladen | Salzkammergut-Lokalbahn-Museum HERIS-ID: 52407 Objekt-ID: 59111                                  | Seebadstraße 2 Standort KG: Mondsee                    | Das Museum befindet sich in einem ehemaligen Heizhaus, das noch aus der Eröffnungszeit stammt. | BDA-Hist.: Q123184519 Status: § 2a Stand der BDA-Liste: 2025-06-30 Name: Salzkammergut-Lokalbahn-Museum GstNr.: 300/1 SKGLB Museum Mondsee - building                                        |
| ja    | Datei hochladen | Pfahlbaustation See, Uferbereich HERIS-ID: 37568 Objekt-ID: 36776                                | Mondsee Standort KG: Mondsee                           | Ein kleiner Teil des Uferbereichs der prähistorischen Pfahlbaustation See liegt in der Gemeinde Mondsee, großteils liegt die Station jedoch in der Gemeinde Unterach am Attersee, Beschreibung siehe dort. | BDA-Hist.: Q37976214 Status: Bescheid Stand der BDA-Liste: 2025-06-30 Name: Pfahlbaustation See, Uferbereich GstNr.: 303                                                                     |